# Täitimenjärvi
Täitimenjärvi är en sjö i Finland. Den ligger i kommunen Bräkylä i landskapet Norra Karelen, i den sydöstra delen av landet, 300 km nordost om huvudstaden Helsingfors. Täitimenjärvi ligger 76,4 meter över havet. Arean är 3,09 kvadratkilometer och strandlinjen är 20,69 kilometer lång. Sjön  ingår i Vuoksens huvudavrinningsområde. 
I övrigt finns följande i Täitimenjärvi:
- Karpansaari (en ö)
- Mykräsaari (en ö)
- Jänissaari (en ö)